# Barbara Krafft
Pour les articles homonymes, voir Krafft.
Barbara Krafft, née Steiner le 1er avril 1764 et morte le 28 septembre 1825, est une artiste peintre autrichienne. Elle est connue du grand public pour son portrait posthume de Wolfgang Amadeus Mozart.

## Biographie
Maria Barbara Steiner naît à Iglau (en margraviat de Moravie) le 1er avril 1764. Son père, Johann Nepomuk Steiner, est un peintre de la cour impériale autrichienne. Elle apprend la peinture à ses côtés, et l'accompagne à Vienne, et y expose son premier tableau en 1786 à l'Académie des beaux-arts.
En 1789, elle épouse Josef Krafft, un pharmacien viennois. Leur fils, Johann August Krafft, naît en 1792 et apprend la peinture auprès de sa mère, devenant plus tard peintre et lithographe. Entre 1794 et 1803, Barbara Krafft travaille et voyage seule à Jihlava, Salzbourg, et à Prague, devenant progressivement renommée, d'abord pour ses portraits, mais aussi pour ses scènes de genre et ses œuvres religieuses. En 1804, elle se sépare de son mari et s'installe à Salzbourg, où elle vit jusqu'en 1821. Au cours des quatre dernières années de sa vie, elle vit à Bamberg, où elle meurt le 28 septembre 1825 à l'âge de 61 ans.

## Galerie

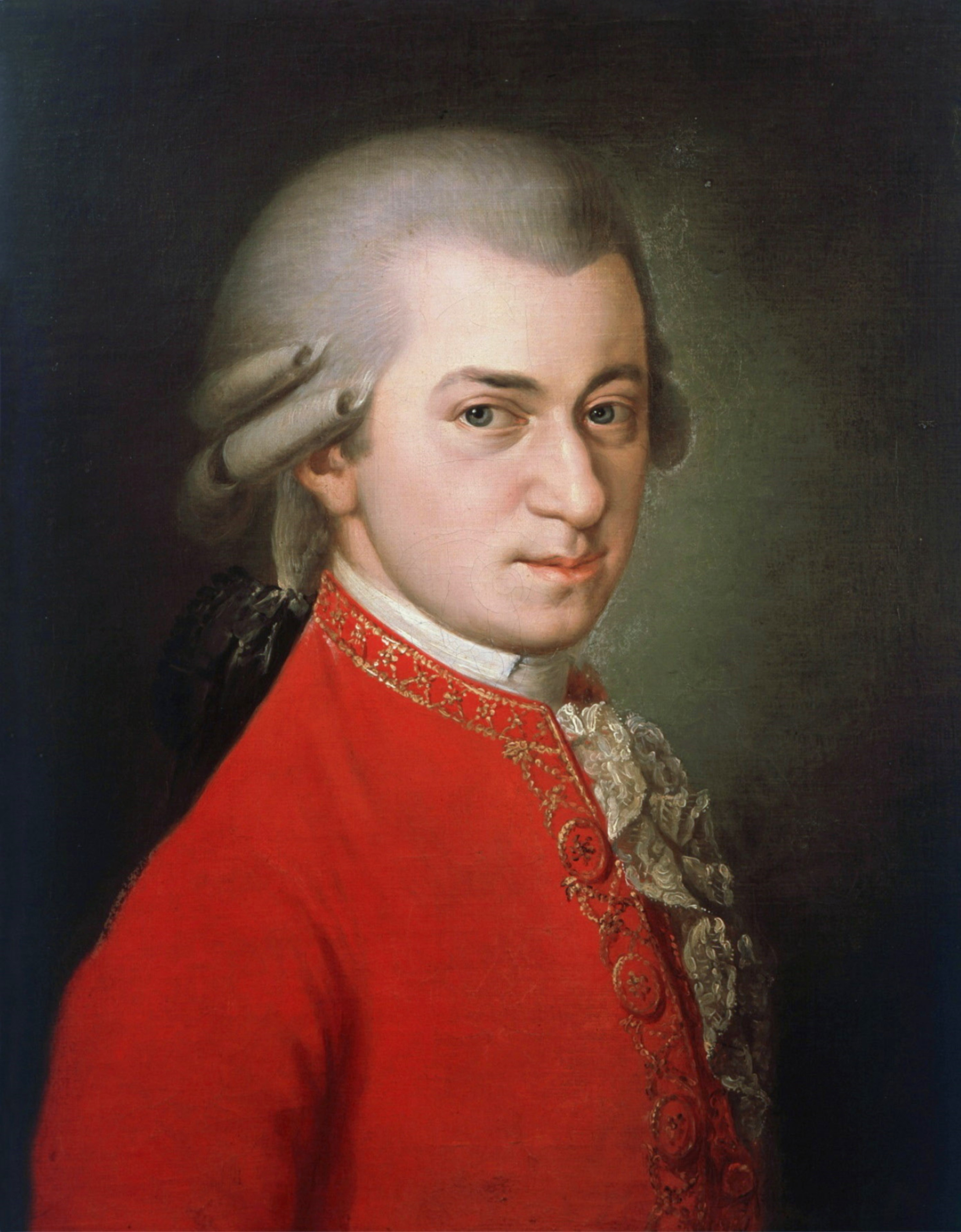
Portrait posthume de Mozart (1819).
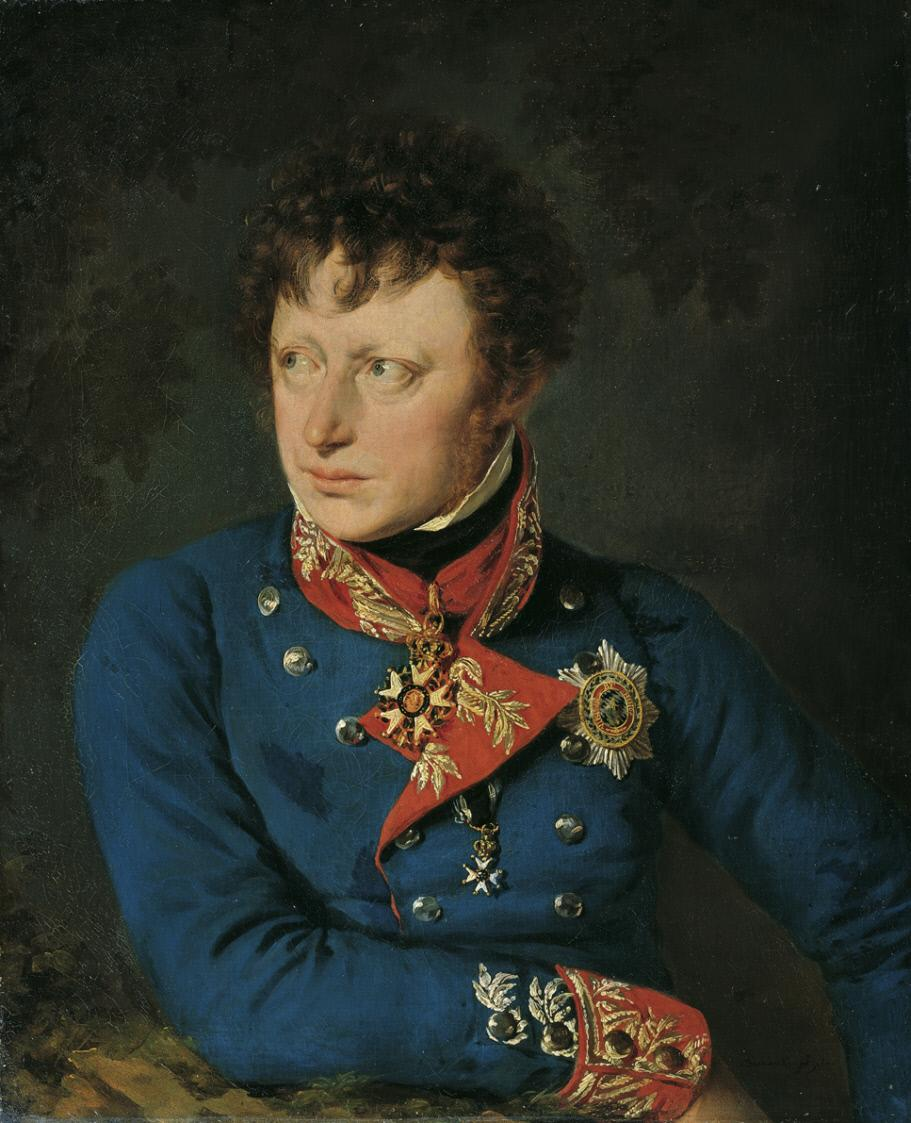
Clemens von Raglovich (vers 1813).
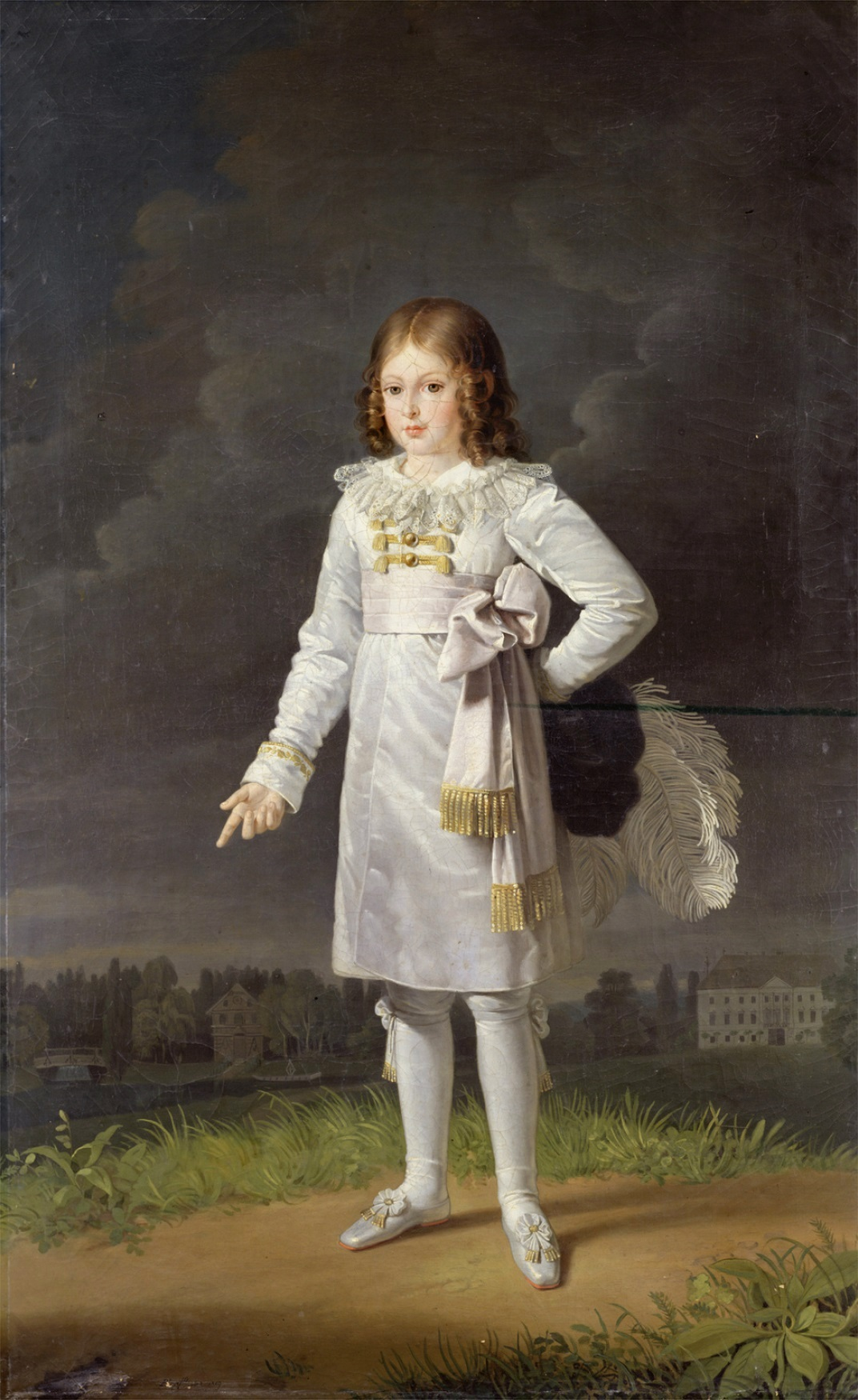
Frédéric-Napoléon Bacciochi (1819).
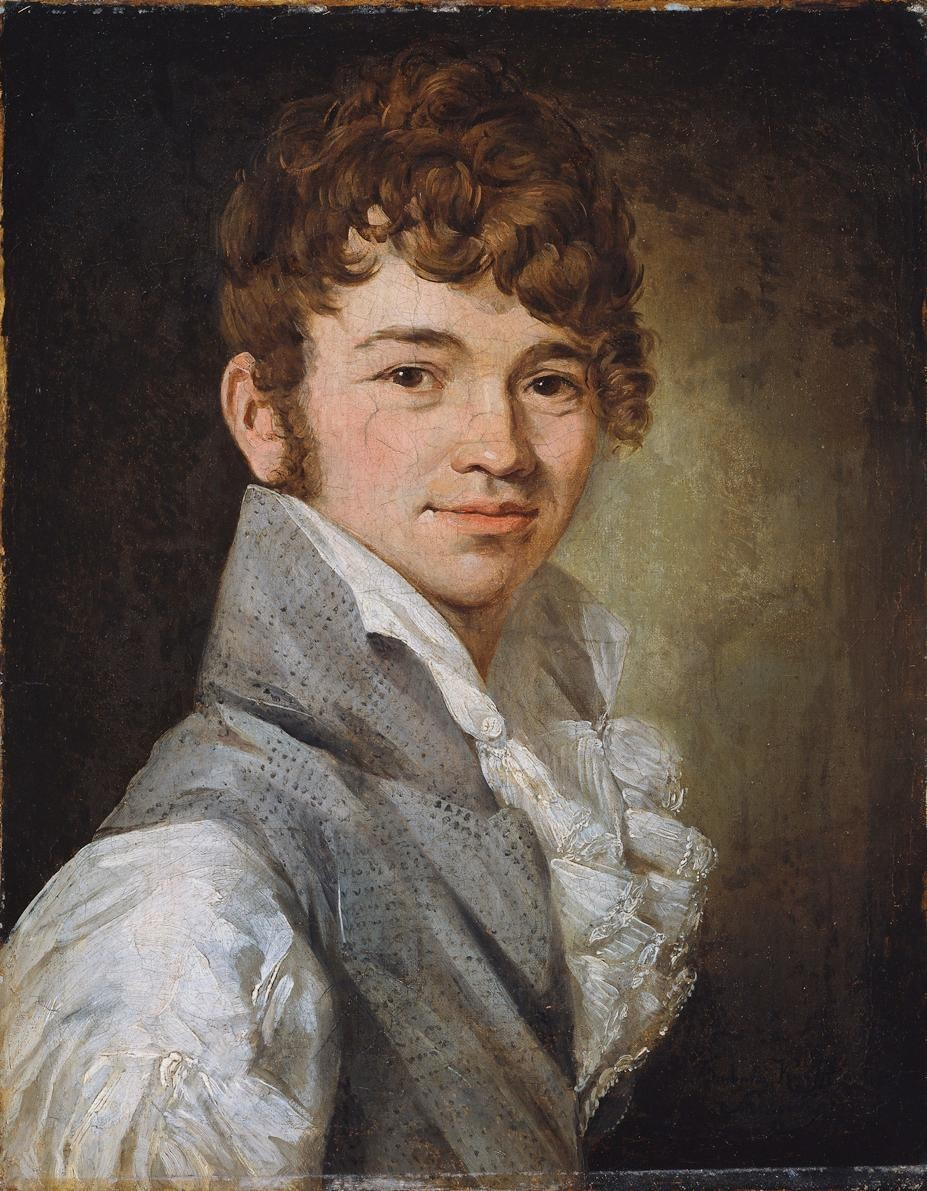
Jean Baptist Wenzel.
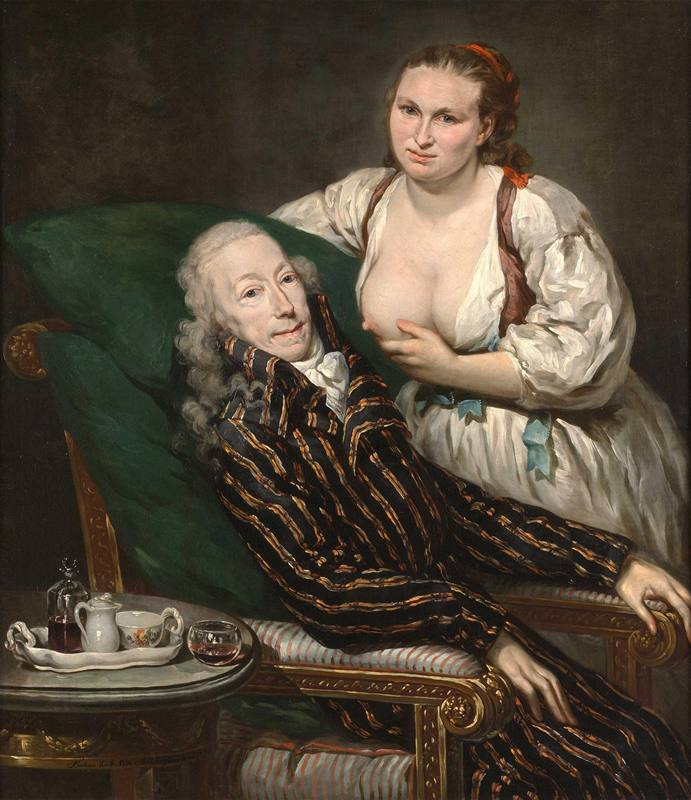
Franz de Paula, comte Hartig, et son épouse Eleonora représentée en Charité romaine (1797).